# Supermarine B.12/36
El Supermarine B.12/36 fue un prototipo de bombardero pesado de cuatro motores británico que fue destruido por la acción enemiga antes de su finalización durante la Segunda Guerra Mundial.

## Diseño y desarrollo
En 1936, el Ministerio del Aire emitió la Especificación B.12/36, la primera para un bombardero pesado de cuatro motores para la Real Fuerza Aérea. Supermarine, entre otras, fue invitada a presentar una oferta de diseño.
El diseño de Supermarine, el Type 316, era un avión de ala media y un solo larguero; el borde de ataque estaba aflechado, pero el borde de salida era recto. Las bombas se transportaban en las alas y en el fuselaje, y el armamento defensivo estaba en tres torretas. De los diferentes motores sugeridos para el Type 316, había tres de más de 746 kW (1000 hp): el Rolls-Royce Merlin, el motor radial Bristol Hercules y el Napier Dagger. La velocidad máxima estimada del avión estaba entre los 523 y los 579 km/h y la velocidad de crucero estimada era de 420 km/h. El techo operativo estimado era de alrededor de 9144 m (30 000 pies) y el alcance era de 4800 km.
Las diferentes propuestas fueron consideradas por el Ministerio del Aire a finales de 1936. El 316 inicialmente ocupaba un lugar bajo en la lista de diseños preferidos, detrás de Vickers, Boulton Paul y Armstrong Whitworth, pero en enero de 1937 había sido seleccionado como la opción preferida. Tanto el Ministerio del Aire como Supermarine iniciaron cambios en el diseño, dotándolo de una superficie de ala mayor y una unidad de cola doble. Este diseño revisado fue el Type 317 y el 22 de marzo de 1937 se ordenaron dos prototipos con motores Hercules.
El Short S.29 fue considerado como un avión de reserva, pero se solicitaron trabajos de rediseño y en junio, el Ministerio del Aire también decidió encargar prototipos de este modelo. La muerte del diseñador jefe del 316, R.J. Mitchell, hizo que el diseño del Supermarine fuera más arriesgado. Supermarine continuó con los trabajos de diseño para una versión con motor Merlin: el Type 318. En julio de 1937 se le dijo a Supermarine que detuviera los trabajos en el 318 para concentrarse en el 317.
Mientras aún estaban en construcción, los dos prototipos y los planos de construcción se perdieron prácticamente cuando la Luftwaffe bombardeó las instalaciones de Supermarine en Woolston el 26 de septiembre de 1940. El Ministerio del Aire canceló formalmente la orden en noviembre.
El Short S.29 fue aceptado en servicio como Short Stirling y fue el principal bombardero pesado de cuatro motores británico hasta que fue eclipsado por el Handley Page Halifax y el Avro Lancaster, ambos surgidos de la especificación B.13/36 para un bombardero bimotor.

## Especificaciones (Type 317, prestaciones estimadas)
Referencia datos: Buttler

### Características generales
- Longitud: 22,4 m (73,5 ft)
- Envergadura: 29,6 m (97 ft)
- Superficie alar: 126,2 m² (1358,4 ft²)
- Peso cargado: 24 948 kg (54 985,4 lb) (aproximadamente)
- Planta motriz: 4× motor radial de 14 cilindros refrigerado por aire Bristol Hercules HE.1.SM.
  - Potencia: 981 kW (1353 HP; 1334 CV) cada uno.

### Rendimiento
- Velocidad máxima operativa (Vno): 580 km/h (360 MPH; 313 kt) a 4420 m (14 000 pies)

### Armamento
- Ametralladoras: 

  - 8 de 7,7 mm
- Bombas: 

  - 29 de 110 kg o de 225 kg

## Aeronaves relacionadas

### Secuencias de designación
- Secuencia Numérica (interna de Supermarine): ← 313 - 314 - 315 - 316 - 317 - 318 - 319 - 320 - 321 - 322 - 323 - 324 →